# Orihuela
Orihuela (ve valencijštině Oriola) je město nacházející se v jihovýchodním Španělsku. Orihuela, přináležící do Valencijského společenství a provincie Alicante, se nachází na úbočí pohoří Sierra de Orihuela mezi městy Murcia a Alicante. Ve městě, kterým protéká řeka Segura žije přibližně 91 000 obyvatel.

## Památky
- katedrála (Catedral de Orihuela)
- hrad (Castillo de Orihuela)
- kostel svatého Justa a Rufina (Iglesia de las Santas Justa y Rufina)
- kostel svatého Jakuba apoštola (Iglesia de Santiago Apóstol)
- univerzita (Universidad de Orihuela)
- biskupský palác (Palacio Episcopal de Orihuela)

## Partnerská města
- El Quisco, Chile